# Schloss Hörmannsdorf

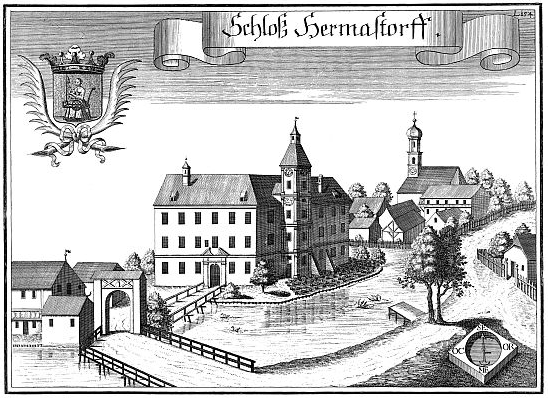
Schloss Hörmannsdorf nach einem Stich von Michael Wening (um 1726)

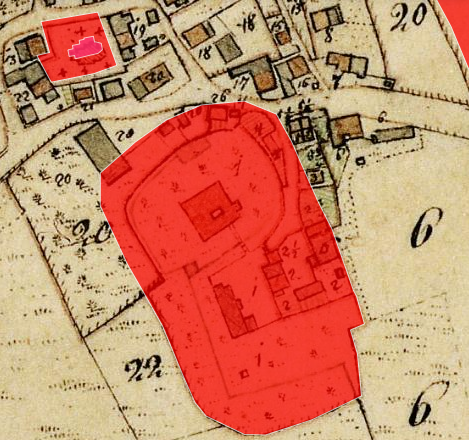
Lageplan von Schloss Hörmannsdorf auf dem Urkataster von Bayern

Das abgegangene Schloss Hörmannsdorf, auch Hermanstorf genannt, lag in Hörmannsdorf, heute einem Gemeindeteil der niederbayerischen Gemeinde Weng im Landkreis Landshut. Die Anlage wird als Bodendenkmal unter der Aktennummer D-2-7340-0236 als „untertägige mittelalterliche und frühneuzeitliche Befunde im Bereich des verebneten Burgstalles bzw. des abgegangenen Schlosses von Hörmannsdorf“ geführt.

## Baulichkeit
Das Schloss lag ca. 100 m südöstlich der Ortskirche St. Barbara in Hörmannsdorf. Im frühen 18. Jahrhundert wird  das Schloss auf einem Stich von Michael Wening als dreistöckiges Schloss mit einem Turm auf der Ostseite dargestellt. Das Schloss war von einem breiten Weihergraben umgeben, über den auf der Südseite eine hölzerne Brücke zu dem Gebäude führte. Außerhalb des Weihergrabens befinden sich einige Wirtschaftsgebäude. Das auf dem Stich sich befindliche Wappen zeigt in einem gekrönten und von Flügeln getragenen Wappenschilde eine am Spinnrad sitzende Frau zeigt, welches allerdings das Wappen der Oberndorffer darstellt. Um 1900 muss das Schloss verfallen und schließlich abgebrochen worden sein.

## Geschichte
Das nicht mehr existierende Schloss soll bereits im 13. Jahrhundert als Stammsitz der Hörmannsdorfer gedient haben. Auf dem ehemaligen Weiherhaus wird 1657 ein Dominikus Franz Trainer von Hörmannsdorf zu Martinsbuch und Obergangkofen, als herzoglicher Regierungsrat und Kastner zu Landshut genannt, welcher auch die Hofmark Oberaichbach besessen hat. Ein Johann Urban Trainer zu Hörmannsdorf soll Besitzer der Hofmarken Hörmannsdorf und Moosberg gewesen sein. 
Im 19. Jahrhundert hat hier Theodor von Hallberg-Broich gelebt, der am 17. April 1862 auf dem Schloss verstorben ist.